# Hatita
Hatita is een geslacht van kevers uit de familie bladkevers (Chrysomelidae).
De wetenschappelijke naam van het geslacht werd in 1891 gepubliceerd door Léon Marc Herminie Fairmaire.

## Soorten
- Hatita choensis Fairmaire, 1893
- Hatita limbatella (Fairmaire, 1891)